# Ciencia rara
Ciencia Rara (Weird Science, en inglés) es el vigesimocuarto episodio perteneciente a la serie ALF, estrenado el 13 de abril de 1987. En el transcurso del capítulo, Brian causa impresión en su clase cuando expone conocimientos sobre dos planetas que, según Alf, existían.

## Sinopsis
Brian hace un modelo del sistema solar para su feria de ciencias y ALF lo convence de que está incompleto sin los planetas Alvin y Dave, aunque Willie insiste en que Brian deje su proyecto como está. Mientras tanto, el televisor no funciona y Willie no puede repararlo bajo la garantía porque la fábrica está en el extranjero. Esto lleva a ALF, quien se aburre por falta de televisión, a llamar a El consumidor Ed , una personalidad televisiva que expone prácticas comerciales turbias.
Debido a la inclusión de Alvin y Dave en su modelo del sistema solar, la maestra de Brian, la Sra. Larva, lo reprueba y no permite que su proyecto esté en el carnaval de ciencias, y el chico culpa a ALF por pedirle que los agregue. Sin embargo, ALF se decide a mostrar la existencia de dichos planetas, por lo que llama a la escuela de Brian para discutir con su maestra.
Mientras Willie repara el televisor, que ALF termina explotando por accidente, la directora de Brian, la Sra. Lyman, pasa por la casa para discutir el proyecto de Brian con Willie, Willie se niega a pedirle a Brian que retire los planetas, y luego descubre que ALF fue quien hizo la llamada por lo que va a hablar con él a la cocina. ALF se disculpa por causar este alboroto, y dice  que hizo una llamada a la NASA, que tampoco sabe nada de Alvin, pero agrega que sí saben sobre Dave, al que llaman Quirón. Willie luego recuerda un descubrimiento científico realizado en 1977, un planetoide descubierto por el astrónomo Charles Kowal. Se llamó «Objeto Kowal», y más tarde se le dio el nombre de la figura mitológica Quirón. ALF muestra su mapa probando la existencia de Dave y Alvin. Willie dice que el mapa es melmaciano y no se lo puede mostrar a la Sra. Lyman, pero cree que los descubrimientos recientes son motivo para que Brian envíe su proyecto.
Por lo tanto, la Sra. Lymam se niega a permitir que el proyecto entre en el carnaval de la ciencia hasta que el Consumidor Ed llega repentinamente y luego decide crear una categoría especial en el carnaval de la ciencia para los soñadores y los libres pensadores, por lo que la directora permite la inclusión de los planetas Dave y Alvin.